# Олёкминский Становик (хребет)
Олёкминский Станови́к — горный хребет в восточной части Забайкалья, в бассейне рек Олёкма и Нерча. Административно находится на территории Забайкальского края России.
Основная, наиболее высокая часть хребта, начинается в верховье Олёкмы и тянется в северном направлении до соединения с Калаканским хребтом на протяжении 170 км. Средняя ширина хребта составляет 10—15 км. В некоторых местах средней части хребта на восток отходят отроги, расположенные в левобережье верхнего течения Олёкмы и её левых притоков. Основная часть хребта, а также его отроги входят в состав одноимённого нагорья. Средняя высота хребта изменяются в пределах от 1000 до 1400 м, максимальная — 1845 м.
Хребет сложен в основном гранитами. В рельефе преобладают среднегорья. По склонам и водоразделам хребта часто встречаются скальные выступы, курумы.

## Топографические карты
- Лист карты N-51-III. Масштаб: 1 : 200 000. Состояние местности на 1967—1983 год. Издание 1986 г.